# Палева (Верх-Иньвенское сельское поселение)
Палева — деревня в Кудымкарском районе Пермского края. Входила в состав Верх-Иньвенского сельского поселения. Располагается западнее от города Кудымкара. Расстояние до районного центра составляет 29 км. По данным Всероссийской переписи населения 2010 года, в деревне проживало 73 человека (36 мужчин и 37 женщин).

## История
По данным на 1 июля 1963 года, в деревне проживало 145 человек. Населённый пункт входил в состав Верх-Иньвенского сельсовета.